# NGC 7154
NGC 7154 је спирална галаксија у сазвежђу Јужна риба која се налази на NGC листи објеката дубоког неба.
Деклинација објекта је - 34° 48' 50" а ректасцензија 21h 55m 21,1s. Привидна величина (магнитуда) објекта NGC 7154 износи 12,3 а фотографска магнитуда 12,9. Налази се на удаљености од 27,377 милиона парсека од Сунца. NGC 7154 је још познат и под ознакама ESO 404-8, MCG -6-48-5, IRAS 21523-3503, PGC 67641.